# Rev It Up
Albums de Vixen
Vixen
(1988) Tangerine
(1998)
Rev It Up est le 2e album studio du groupe Vixen, sorti en 1990.

## Morceaux
| No  | Titre                 | Auteur                                                 | Durée |
| --- | --------------------- | ------------------------------------------------------ | ----- |
| 1.  | Rev It Up             | Ron Keel, Janet Gardner, Share Pedersen, Steve Diamond | 5:00  |
| 2.  | How Much Love         | Jan Kuehnemund, Steve Plunkett, Jack Conrad            | 4:40  |
| 3.  | Love Is a Killer      | Harry Paress, Roxy Petrucci                            | 4:43  |
| 4.  | Not a Minute Too Soon | Gardner, Pedersen                                      | 4:26  |
| 5.  | Streets In Paradise   | Kuehnemund, Plunkett, Conrad                           | 4:32  |
| 6.  | Hard 16               | Gardner, Pedersen                                      | 4:05  |
| 7.  | Bad Reputation        | Kuehnemund, Brian Miku, Gardner                        | 4:09  |
| 8.  | Fallen Hero           | Kuehnemund, Petrucci, Ralph Carter                     | 5:17  |
| 9.  | Only a Heartbeat Away | Gardner, Pedersen                                      | 5:07  |
| 10. | It Wouldn't Be Love   | Diane Warren                                           | 4:42  |
| 11. | Wrecking Ball         | Gardner, Pedersen                                      | 5:10  |

| 12. | Edge of a Broken Heart (live) | Richard Marx, Fee Waybill        | 4:53 |
| 13. | Cruisin' (live)               | Gardner, Kuehnemund, Keith Krupp | 5:01 |

| 12. | Highway to Heartache (non publié précédemment)              | Gardner, Kuehnemund, Pedersen, Petrucci | 3:51 |
| 13. | I Want You to Rock Me (live à Daytona Beach, Floride, 1989) | David Cole, Gardner                     | 4:05 |

## Crédits
- Jan Kuehnemund-Guitares Rythmique, Solo & Chœurs
- Janet Gardner-Chants, Guitare Rythmique
- Share Pedersen-Basse & Chœurs
- Roxy Petrucci-Batterie & Chœurs